# Condecoração de Honra por Serviços à República da Áustria
Condecoração de Honra por Serviços à República da Áustria é uma ordem honorífica da Áustria, criada em 1952. A ordem é concedida por  real, em 15 classes.

## Classes
- Grande estrela (1.ª classe)[1]
- Grande Decoração de Honra em Ouro com Faixa (2.ª classe)[1]
- Grande Decoração de Honra em Prata com Faixa (3.ª classe)[1]
- Grande Decoração de Honra em Ouro com Estrela (4.ª classe)[1]
- Grande Decoração de Honra em Prata com Estrela (5.ª classe)[1]
- Grande Decoração de Honra em Ouro (6.ª classe)[1]
- Grande Decoração de Honra em Prata (7.ª classe)[1]
- Grande condecoração de honra (8.ª classe)[1]
- Decoração de Honra em Ouro (9.ª classe)[2]
- Decoração de Honra em Prata (10.ª classe)[2]
- Decoração de Mérito em Ouro (11.ª classe)[2]
- Decoração de Mérito em Prata (12.ª classe)[2]
- Medalha de ouro (13.ª classe)[2]
- Medalha de prata (14.ª classe)[2]
- Medalha de bronze (15.ª classe)[2]

## Agraciados
- Jorge Sampaio[3]
- Josip Broz Tito[4]
- Mohammad Reza Pahlavi
- Suharto[5]
- Bhumibol Adulyadej[6]
- Isabel II do Reino Unido